# Brechtsches Gesetz
Das Brechtsche Gesetz (nach Arnold Brecht; er selbst nannte es Gesetz der progressiven Parallelität von Ausgaben und Bevölkerungsmassierung) besagt, dass mit steigender Bevölkerungsdichte die öffentlichen Pro-Kopf-Ausgaben steigen. Das Gesetz steht damit in engem Zusammenhang zum Begriff der veredelten Einwohnerzahl.
Dieses Gesetz rechtfertigt im Finanzausgleich, dass größere Gemeinden überproportional viel Geld im Verhältnis zur Bevölkerung erhalten (abgestufter Bevölkerungsschlüssel). Solche Schlüssel bilden zumeist Grundlage langwieriger Verhandlungen beim Finanzausgleich.

## Ursachen
Eine mögliche Erklärung für das Brechtsche Gesetz ist, dass das Leistungsniveau großer Städte größer ist als in kleinen. Hinzu kommen dort hohe Kosten durch eine negative Verstädterung (z. B. Kriminalität).
Bei Klubgütern steigt mit wachsender Bevölkerungsdichte die Gefahr einer Überfüllung (→ Schwimmbad). Gerade in dichtbesiedelten Gebieten ist das Bauland für eine Erweiterung der Anlage jedoch teuer.
Es gibt jedoch auch Faktoren, die dem Brechtschen Gesetz entgegenwirken, etwa, dass auch in dünnbesiedelten Regionen gewisse Fixkosten für Infrastruktur bestehen. Dies senkt die Pro-Kopf-Ausgaben mit ansteigender Bevölkerung in der Region.

## Beispiele
Eine größere Gemeinde hat höhere Ausgaben für die Infrastruktur. Man denke an die U-Bahn in großen Städten, der öffentliche Nahverkehr ist in Ballungszentren überproportional teuer.